# ザ・ハウス・オブ・ザ・デッド オーバーキル
『ザ ハウス オブ ザ デッド:オーバーキル』（The House of the Dead Overkill）は、セガより2009年9月17日に発売されたWii用ガンシューティングゲーム。アメリカでは同年2月10日、ヨーロッパでは同年2月13日に発売。
ザ・ハウス・オブ・ザ・デッドシリーズの一つである。セガの外国法人による製作で、海外では同年2月に先行発売されている。
後に、本作のアレンジ移植版に相当する『ザ ハウス オブ ザ デッド: オーバーキル ディレクターズカット』がPlayStation 3向けに2012年2月23日に発売された。
また、本作をベースにした『ザ・タイピング・オブ・ザ・デッド』の新作となる『The Typing of the Dead: Overkill』がSteamとSega Digital Storeで発売された。日本語版の発売は未定。

## システム
本作はB級映画のような雰囲気を特徴としている一方、武器を投げて攻撃する動作やHOD伝統の超能力ボスの要素なども引き継がれている。
民間人の救出システムが復活した。これはいままで民間人を誤射するとライフが減ってしまうというシステムだったが、今回は誤射してもスコアが減るだけである。また、特定の救出をするとスコアがあがる。
またゾンビがダウンしても完全に息の根を止めていなければ、起き上がってくる可能性もあるので油断がならない。
ザ・ハウス・オブ・ザ・デッドシリーズで初めて実写オープニングムービーを採用している、シリーズ恒例のタイトル画面のタイトルコールがないなど、従来のシリーズとは異なる部分がある。
『ディレクターズカット』では、追加ミニゲームとして、ムービーシーンの放送禁止用語を撃つ「Shoot the Sh*t」というモードがある。

## ストーリー
1作目よりも8年前（1990年）、GがAMSのアカデミーでクラスのトップを卒業した後のこと、アメリカのバイユー郡で奇妙な人物が民間人を食い殺すという奇妙な事件が発生。これに対してAMSエージェント・Gと地元警察のワシントンが相棒としてタッグを組み、バイユー郡を訪れる。

## キャラクター
Agent "G"
今作の1P側の主人公。本名は不明だが、作中で「グウェンドリン」という名前が数回言及される。
AMSアカデミーで訓練し、トップの成績で卒業。事件解決のため今回の事件に介入する。今作ではサングラスを掛けている。
人間であるシーザーはまだしも、自分に襲いかかってくるステージボスにまで「君には黙秘権がある」などと言ってとりあえず逮捕で済ませようとする。
任務遂行の為ならどんな手段も厭わないデジタル思考な面（民間人を犠牲にして多くの敵を倒す場面がある）があるが、シーザーの追跡にどこからともなく持ってきたアイスクリーム販売車を使用するなど、ギャグとしても描写されている。カントリー曲が好き。
アイザック・ワシントン（ISAAC WASHINGTON）
今作の2P側の主人公。バイユー警察の刑事であり、パパ・シーザーの手によって父親を殺されたらしく、シーザーに関する捜査が突如打ち切られた後も、1人独断で捜査を続けていた。今回の事件発生後、シーザーにリベンジを果たすべく、彼の館に向かった所Gと遭遇、利害が一致したことから相棒を組んで捜査に当たる。
大酒飲み、婦人に慇懃な態度をとる一方、不幸な出来事があると、素直に受け入れない捻くれ屋な一面もある。かなり口が悪く、口喧嘩をさせれば右に出る者はいない。作中で度々Gを「グウェンドリン」と呼び、Gの本名を知っているかのような描写があるが、真相は不明。
二丁拳銃で戦う（ゲーム中では1Pと同様に一丁。ディレクターズカットモードクリア後に1人プレイ専用の二丁拳銃モードが解禁される）。本編中の数々のイベントにより、エレベーターが苦手になる。
Gと違い、カントリー曲は嫌い。また、刑務所へ向かう途中で何匹もの鳥ゾンビを目にした時の発言から、ホラー映画の『鳥』を観たことがある模様。
なお、彼の口癖のように出る「Fuck」の単語は「一個のゲーム内で使われた回数」でギネス記録に認定されている（後述）。
パパ・シーザー（PAPA CAESAR）
今作の事件の元凶となる男。表向きは大農場の地主だが、裏では突然変異の力と人間をゾンビに変える調合薬「フォーミュラX」の研究をヴァーラの弟ジャスパーに強いて、罪なき民間人をゾンビ化させていた。なお、本人の発言から中華料理が好物と思われる。
自宅兼研究所である館を調査していたGとワシントンに発見されるが、ジャスパーの突然変異の混乱に乗じて逃走した。
彼らの移動手段である車を破壊し、バイユー郡総合病院に彼らをおびき寄せた上で証拠隠滅を兼ねた爆破を行ったりと、行く先々で彼らを手玉に取る。
列車駅にてヴァーラ、Gとワシントンらに再び発見され、列車で逃走する寸前にワシントンに右足を銃で撃ち抜かれるが、なおも列車で逃走、乗車していたGとワシントンを始末しようと列車を脱線させるも失敗。
その後ヴァーラを人質に取り、刑務所に向かうがそこでクレメントの裏切りに遭い、電気椅子で処刑された。だが、Gとワシントンがその電気椅子が取り付けられたエレベーターに乗車した際、彼の死体は無かった。
実はワシントンに当てたカセットテープに遺言のようなものを残しており、それは「『フォーミュラX』を既にクレメントの仲間が入手している」「ワシントンの父親はまだ死んでいない」など、いかにも続編への含みを持たせた内容だった。
ヴァーラ・ガンズ（VARLA GUNS）
うらぶれた酒場のダンサー。元は彼女の弟である天才科学者ジャスパー・ガンズを救う事を目的にして動いていたが、その後、シーザーを捕らえるという目的が一致したGとワシントンを援助する。ちなみに、彼女自身の名前は気に入っていないのが、名前に関するGやワシントンとのやり取りからうかがえる。
だが沼地にてシーザーに脅迫、そのまま誘拐され、クレメントによって脳を彼の母と交換されて脳を瓶詰めにされてしまった（クレメント曰く、「脳は」まだ生きている状態だという）。
『ディレクターズカット』の追加ステージでは1P側の主人公。
ジャスパー・ガンズ（JASPER GUNS）
ヴァーラの弟で、優秀な科学者でありヴァーラの弟である。車いすで生活しているほか、喉に管を入れている。
パパ・シーザーの暴走を止めるため、注射器を自ら自分の腕に刺して怪物となってシーザーを殺そうとするも逃走され、そこにいたGとワシントンを敵と見なし襲うが返り討ちに遭い死亡。
『ディレクターズカット』ではキャンディとは恋人同士であった設定が追加されているほか、消化器官にも問題を抱えているようで、ヴァーラとキャンディの会話によると食事は流動食しか受け付けないらしい。一方で病弱ながらもキャンディへの愛情や性欲はしっかりとあり、キャンディ曰く「お気に入りのプレイ」があったとのこと。
クレメント・ダーリング（CLEMENT DARLING）
バイユー郡刑務所の所長。G達が刑務所への突入時に出会う。敬愛する母の為ならどんな悪事すら遂行する人物で、それを邪魔するものは容赦なくつぶしに掛かる。ゾンビ達は彼に忠実。
実はこの事件の黒幕であり、刑務所の地下に存在する研究施設に死蔵されていた人間をゾンビに変える調合薬「フォーミュラX」を発見したのは彼である。その後「フォーミュラX」をシーザーの手に渡らせ、今回の事件を引き起こした。
だがその後シーザーを裏切り、彼を電気椅子で殺害。ヴァーラの脳を（自分の母を救う為に）自分の母の脳と交換し、ヴァーラを彼の母へと改造してしまう。
Gとワシントンに母を倒されて絶望し、Gに手を離すと爆発する研究施設の爆破スイッチを渡して、既に死体となった「MOTHER」の胎内に入る。
マザー（本名不明）
クレメントの母親。口が悪く自分勝手。かなり元気に見えるがクレメント曰く「先が長くない」らしい。クレメントは病的なまでに彼女を愛しているが、彼女がクレメントを愛していたかは言動からして怪しい部分がある。脳をヴァーラに移植したあとの彼女の体の所在は不明。
ヴァーラに脳を移植された後、駆けつけたGらを念力で吹き飛ばすが、その直後に拒絶反応らしきものを起こし、その隙にGらに撃たれ、謎の液体が入ったカプセルに突っ込む。その直後に巨大化し、ラストボスの「MOTHER」となった。
キャンディ・ストレイパー（CANDI STRYPER）
『ディレクターズカット』からの追加キャラクター。
ヴァーラの友人で、ジャスパーの恋人でもある。『ディレクターズカット』の追加ステージでは2P側の主人公。
ジャスパーの死後、ヴァーラから彼の死を告げられて絶望したが、ヴァーラの叱咤とジャスパーの遺言のテープによりなんとか持ち直した。
知り合いのココとシンディに持ち去られたヴァーラのバイクのキーを探すべく彼女と共に同行する。
怪物化したココとシンディを撃破しバイクのキーを取り戻したのち、ヴァーラから町から出るように言われ離脱したが、ジャスパーの遺言のテープに執着があったために再び邂逅。
ヴァーラによって駅まで送られることを決められ今度こそと思いきや道中、思わぬ偶然から自分達を襲ってきたミートケイティの武器によって右腕を切断され、愛するジャスパーへの台詞を吐きつつも大量出血で死亡。

## ゾンビ
今作に登場するゾンビは「フォーミュラX」によってゾンビ化した人間であるが、作中のGからは「ゾンビではなくミュータント」と明言されており、ゲーム中も「ゾンビ」という呼称は全く使用されない。なお、ワシントンは自身がミュータントとならないのに疑問を抱き、Gに質問をしたところ「免疫は無いが、ミュータント化の薬品はすぐに効力が切れるため、数時間前に触れていたら危険だが、今は安全だ」と返されている。ちなみにワシントンは数時間前の時点で安全な場所にいたのでミュータント化の危険は回避できたが、その「安全な場所」の正体はストリップ劇場だった。
ゾンビごとの個体差は特にないものの、民間人ゾンビから囚人ゾンビ、ピエロゾンビなど様々なゾンビが登場する。また、『ザ・ハウス・オブ・ザ・デッド 4』で登場した、掴んで自由を拘束するゾンビも存在する。掴まれた場合はコントローラを振って解く事が可能。
敵キャラクターの名称は、隠し要素内の「EXTRA 3D」より。
MUTANT（ミュータント）
元々は人間であったがシーザーが起こしたバイオハザードによってゾンビ化したもの。
男性だったものは「MALE MUTANT」、女性だったものは「FEMALE MUTANT」、肥満体形のものは「LARGE MUTANT」という風に区分されている。また、元の人種や外見的特徴によって「DAVE」「REDNECK」「NURSE」「BOB」などの名が設定されている。
主に連続で殴る攻撃が多いが、場所によってはメス、ビン、斧などで攻撃してきたり、それらを投げて攻撃するものも登場する（それらの武器を用いた攻撃を受けると通常時の倍のダメージを受ける）。投げられた武器は撃ち落とすことができる。一方で個体ごとに知能のレベルは異なり、狙った相手目がけて高速で突撃する者もいれば、でたらめな方向に走ったり、突撃を仕掛けたはずが勢い余ってすぐ横を通り過ぎるだけの者もいる。また、痛覚も個体ごとに異なり、銃撃で片腕が欠損すると傷口に手を当てる者もいれば、体に火がついて燃えているのに平然としている者もいる。
狭いスペースに集中しすぎると詰まってしまうことがあり、そのまま撃たずに放置していると勝手に倒れて死んでしまうが、この場合スコアが入らない。
ステージ2以降も、ヘルメットを被ったミュータントなども登場する。
FURY
ステージ3より登場する。上半身裸で、他のゾンビとは違い目が輝いている。G達を見かけると走りながら襲ってすぐ距離を取られてしまう上、口から毒霧を吐いて攻撃する。
『ディレクターズカット』では、交戦する際に画面上に表示された的を撃って、彼らに攻撃するミニゲームが発生する。
似た性質を持つゾンビとしてPUKERがいるが、こちらは倒す際に腹部を撃つと爆発する。爆発時には周囲の敵も一掃される。
鳥ゾンビ、コウモリゾンビ（仮称）
鳥型はディレクターズカットモードのステージ1、ステージ5に、コウモリ型はステージ5のボス戦のみに登場する。
鳥型は『ザ・ハウス・オブ・ザ・デッド III』の「モーキン」と同様に群れで空を徘徊した後、一気に急降下して強靭な爪で引っ掻いてくる。コウモリ型はシリーズ全作品に登場している「デビロン」と同様に群れで飛来し、噛み付きを行ってくる。

## ボス
本作のボスキャラクターは、HODシリーズ恒例のタロットカードの大アルカナに因んだ名前になっていない。
JASPER（ジャスパー）
シーザーを殺害しようとし、暴走したヴァーラの弟。弱点は頭。人間のときは頭髪があったが、怪物化したことにより禿げた大きな頭と長い腕が特徴となった。
怪物化に伴い取得したと思われる能力、サイコキネシスで常に浮遊し、物体を浮遊させながら動かして自らの身を守り、あるいは物体を飛ばして攻撃してくる。
『ディレクターズカット』では物体を集積して攻撃を繰り出す溜め攻撃やG達をもサイコキネシスで束縛する攻撃手段が追加されている。
彼に勝利すると口を動かさず愛しき姉のヴァーラへの遺言を吐き、その不自然な話し方から「くそったれ！ 唇を動かさねぇでどうやって話してやがんだ！」とワシントンに突っ込まれ、直後にGによって止めを刺された。
SCREAMER（スクリーマー）
シーザーによって生み出された特殊な女性ゾンビ。脳神経を犯してしまう程の悲鳴が特技で、それにより幻覚を見せたり、他のゾンビを呼び出したりする。また、本体の敏捷性も高い。弱点は頭と腹。
腹にはシーザーの居場所を知る糸口である携帯電話が内蔵されており、死亡後にGが彼女の体内から取り出した。
『ディレクターズカット』では攻撃をキャンセルできなかった際の演出が追加された。
THE TWINS（ザ ツインズ）
巨大な怪力アタッカーのNIGEL（ナイジェル）と高い知能を持ち人語を話すSEBASTIAN（セバスチャン）のコンビ。セバスチャンはナイジェルの腹に同化して常にナイジェルと共に行動する。弱点は同化しているセバスチャン。
『ディレクターズカット』では巨体を用いた捨て身の体当たりが追加されている。彼らに勝利した後にも完全には死亡しておらず、それに気づいたG達によって蜂の巣にされ、止めを刺された。
CRAWLER（クラウラー）
巨大化したカマキリのような怪物で、カマのようになった腕を振るって攻撃する。弱点は頭と腕。
『ディレクターズカット』では酸を吐いて攻撃する手段が追加されている。
LOBBER（ロバー）
水辺に潜んでいた巨漢ゾンビ。彼の体の周りには膨れた球体が付着しており、それを投げたりして攻撃する。弱点はその膨れた球体と頭。
『ディレクターズカット』では飛散分裂の溜め攻撃が追加されている。
また、戦闘時にコウモリゾンビも乱入して襲いかかってくる。
BRUTUS（ブルートゥス）
クレメントがG達に送り込んだ刺客で、半年前に電気椅子送りとなったはずの死刑囚を改造して生み出された。2体送られてきたが、どういうわけか2体の間で殺し合いとなり、1体だけとなった。弱点はボウガンと同化した右腕。
右腕がボウガンと同化しており、それを武器とし矢を射撃してくる。また、体力が少なくなると盾を所持した警官ゾンビも呼ぶ。
なお、クレメントの説明によると素体となった死刑囚2人が生前に犯した罪は「殺人が21件、強盗が17件、性的暴行が12件、爆弾テロが3件に、少年の飼い犬を食べた」とのこと。また、全体的に大柄な体躯で、かつ皮のマスクで覆われた顔以外の上半身裸のその体には余すところなく刺青があり、その内胸の部分は「BLACK HERO」となっている。
『ディレクターズカット』ではチャージ能力が追加されている。
MOTHER（マザー）
本作のラスボスで、ヴァーラの体に乗り移ったクレメントの母が何らかの影響で巨大化したもの。
落ちているドラム缶などを手で軽々とG達に弾き飛ばして攻撃してくるが、一定量のダメージを与えるとプレイヤーにデコピンをする演出（ダメージは受けない）が入り、PUKERを次々に生み出して襲わせる攻撃方法に変化する。
『ディレクターズカット』でのディレクターズカットモードではミッシングリール部分となっていた戦闘シーンが追加され、計2回戦う事になる。

### 『ディレクターズカット』からの追加ボス
COCO&SINDY（ココ&シンディ）
怪物化したヴァーラの知り合い。シンディは怪物化に伴った強靭な怪力で衝撃波を生み出し、ココは俊敏な動きで攻撃を仕掛ける。弱点はココ。
MEAT KATIE（ミート ケイティ）
ヴァーラが食肉工場を進んでいくと遭遇した巨大な半人半牛の怪物。
巨大な鉈を武器として戦う。また、武器はただ振り回すだけでなく、鉈で巨肉を器用に投げ飛ばしたり、突進攻撃もしてくる。
又、武器で弱点を守るという防御も行う。弱点は乳。

## 武器
最初はAMS MAGNUMのみ。残りはクリア報酬で購入する方式。購入した武器は、改造によって強化することができる。
AMS MAGNUM（AMSマグナム）
ハンドガンに相当する武器。初期装弾数は9発。初期装備だけあってか威力は低いが小回りが利き、最大まで改造すれば数発で敵を倒せるほど威力が上がる。
外見はデザートイーグルシルバーモデル。名前の通りAMSの支給品のようだが、AMS関係者ではないワシントンやヴァーラ、果てはシーザーまでもこの銃を所持している。
SHOTGUN（ショットガン）
ポンプアクション式散弾銃。初期装弾数は5発。命中範囲と威力は高いが、その作動方式から連射速度が遅い。
外見はWii版ではベネリ ノヴァ、『ディレクターズカット』ではモスバーグM500。
AUTOMATIC SHOTGUN（オートマチックショットガン）
セミオート式散弾銃。初期装弾数は5発。連射速度が向上するなど、通常のショットガンの弱点をカバーしている。
外見はWii版ではベネリ M4 スーペル90、『ディレクターズカット』ではフランキ・スパス12。
Wii版の「EXTRA 3D」では、ショットガンとオートマチックショットガンのビジュアルが、本編と逆になっている。
HAND CANNON（ハンドキャノン）
回転式マグナム拳銃。初期装弾数は5発。威力をフル改造すればボス以外の敵はまず一撃で倒せる。装弾数はフル改造してもやや少なめで正確な射撃が求められる。外見はS&W系統のリボルバー。
SMG（サブマシンガン）
トリガーを引くとフルオートで発射する事ができる短機関銃。初期装弾数は15発。小回りが利き、連射力も一番だが単発の威力は最低で、リロード時間も少し長い。
外見はWii版ではステアーTMPの改良型であるMP9シルバーモデル『ディレクターズカット』では9mm機関けん銃。
フレームに小さく「AMS」という刻印があるので、これもAMSの支給品のようだ。
ASSAULT RIFLE（アサルトライフル）
トリガーを引くと3発の弾が発射される3点バースト方式を持つライフル。サブマシンガンよりも単発の威力が高いが、連射力は劣りブレも大きく、リロード時間も長い。初期装弾数は15発。
外見はH&K XM8。
MINI GUN（ミニガン）
マザー戦で使用するガトリングガン。ディレクターズカットモードクリア後に購入できるようになり、他のステージでも使用可能になる。唯一購入初期から全パラメーターがフル改造されている。
両腕を使って撃っているためか手榴弾が投げられない。装弾数は無限だが、しばらく撃ち続けていると銃身がオーバーヒートして撃てなくなるため、冷えるまで待たねばならない。実はポーズ画面を開いている間でも銃身温度が下がっていく。

## ステージ
ステージ1 〜PAPA'S PALACE OF PAIN〜
パパ・シーザーの館。かなり広い面積を持ち、地下にも研究施設などが存在する。
ステージ2 〜BALLISTIC TRAUMA〜
「バイユー郡総合病院」という病院が舞台で、『ディレクターズカット』では部屋がさらに追加された。
ステージ3 〜CARNY〜
遊園地が舞台。メリーゴーランドやライブステージなど多くの遊具があり、かなり規模が大きい。
ゲームセンターらしきコーナーに『スペースハリアー』などの、セガのアーケードゲームの筐体がある。
ステージ4 〜SCREAM TRAIN〜
列車の運転席にいるシーザーを追い、列車の最後尾から追っていく。なお、ボス撃破後にこの列車は脱線転覆する。
ステージ5 〜THE FETID WATERS〜
列車の脱線現場から沼を通って、シーザーの行き先である刑務所に向かう。
ステージ6 〜JAILHOUSE JUDGMENT〜
やっとたどり着いた刑務所もまた、ミュータントで埋め尽くされていた。ヴァーラを拉致したシーザーを追いかける。
ステージ7 〜OVERKILL〜
最終ステージ。クレメントを追い、刑務所の地下にある研究施設を進んでいく。

## アイテム
アタッシュケース
従来作では救急箱であったアイテム。撃つとライフが回復する。
黄金の脳
撃つとスコアが上がる。隠し要素解禁にも関わってくる。
アドレナリン
緑色が着色された遺伝子。撃つと周りがスローモーションになり、ゾンビのクリティカルヒット（＝ヘッドショット）を狙いやすくなる。
手榴弾
投げて爆発することによりゾンビを一掃できる。武装によっては使えない事がある。

## 開発

### 「グラインドハウス」へのオマージュ、パロディ
本作では米国の映画館グラインドハウスで数本立ててロードショーされていた70〜80年代のB級ホラー映画のオマージュが存在している。イメージイラストやBGM、台詞に至るまで当時の上映作品の雰囲気を再現した演出が随所に含まれている。
たとえば、低予算映画のフィルムの保存環境や状態が万全でないことに起因するフィルムの傷やシーンカットをオマージュするため、本編内のムービーにグラフィックノイズを入れたりコマ送りやシーンカットするなどしている。
別のケースでは、B級映画に頻発した製作上のミスを再現するため、ジャスパーの眼鏡が平手打ちによって飛ばされた後、次のシーンでは何故か再び眼鏡を掛けているといった演出も取り入れられている。
これに関して脚本担当のJonathan Burroughsは「グラインドハウスを徹底的にパロディー化するのがゲームの目的でもあった」と語っており、グラインドハウスやB級映画風ゲーム演出は開発陣による一つの目標であった。

### ディレクターズカット
『ディレクターズカット』の提案はセガからのものであり、PlayStation Moveとの相性も良かったことから開発がスタートした。当初はそのまま移植することが考えられたが、ユーザーからの要望にも応えるため、ステージ等の要素が追加されたほか、オンラインランキングが導入された。
また、HD化に伴い、3Dモデルの作り直しも行われた。

## その他
- Fワード（f**k）の回数（189回、ゲーム内の全ての言葉の3%を占める）から、「もっとも汚いゲーム」（most swearing in a game）としてギネス・ワールド・レコーズGamer's Editionに記録された[9][7]。